# Abel Cháneton
Abel Cháneton (Salto, 7 de septiembre de 1888 - Nono, 13 de febrero de 1943) fue un historiador y abogado argentino.
Se recibió de abogado en la Universidad de Buenos Aires, donde fue docente. En 1924 fue cofundador de la Sociedad de Historia Argentina, pocos meses después de ingresar en la masonería.
Fue uno de los más destacados historiadores del derecho argentino, y era también un bibliófilo erudito, fundador de la Sociedad de Bibliófilos Argentinos. Fue miembro del Instituto de Investigaciones Históricas de la Facultad de Filosofía y Letras (Universidad de Buenos Aires). Dirigió el Anuario de Historia Argentina, que se publicó entre 1939 y 1945, bajo la órbita de la Sociedad de Historia Argentina.
Buscando antecedentes para la reforma del Código Civil, se especializó en la biografía y la personalidad de Dalmacio Vélez Sársfield, su autor original, del que llegó a ser el principal biógrafo y sobre el cual escribió cuatro libros, incluyendo una monumental Historia de Vélez Sársfield en dos volúmenes, y varias contribuciones en publicaciones especializadas.
Falleció en la localidad cordobesa de Nono, donde pasaba sus vacaciones, en febrero del año 1943.
Gran amigo de Enrique Santos Discépolo, tras su muerte el artista lo recordó en su famoso tango Cafetín de Buenos Aires:

Me diste en oro un puñado de amigos,

que son los mismos que alientan mis horas,

José, el de la quimera;

Marcial, que aún cree y espera;

y el flaco Abel, que se nos fue

pero aún me guía.

## Obras
Entre sus obras se pueden citar:
- En torno a un papel anónimo del siglo XVIII (1928)
- Un precursor de Sarmiento y otros ensayos históricos (1934)
- En torno a la reforma del Código Civil
- Historia de Vélez Sársfield (1937)
- La reorganización judicial (1940), en Historia de la Nación Argentina de la Academia Nacional de la Historia
- Apuntes para una historia del derecho argentino: la reorganización judicial y el procedimiento (1810-1830) (1941)
- La instrucción en la época colonial (1942)
- Retorno de Echeverría (1944, póstumo)